# Stiški rokopis
Stiški rokopis so slovenska besedila, vpisana v kodeks z latinskimi besedili. Zapisana so na zadnjih petih straneh, in sicer: dva obrazca splošne spovedi (confessio generalis), začetek velikonočne pesmi Naš Gospod, nekaj besednih parov latinsko-slovenskih izrazov, priziv Svetega Duha in Marije ter molitev Salve Regina.
Rokopis danes hranijo v Narodni in univerzitetni knjižnici v Ljubljani.
Rokopis je nastal v cistercijanskem samostanu v Stični na Dolenjskem kot prepis starejše predloge, vendar ne vse naenkrat. Molitev pred pridigo oziroma predpridižni prošnji klic Milost ino gnada ter slovenski prevod latinske marijanske pesmi Salve Regina je zapisal verjetno češki menih (pribežnik zaradi husitskih vojn) okoli leta 1428, ostala slovenska besedila pa so bila zapisana okoli 1440, njihov zapisovalec pa je verjetno učenec češkega meniha.
Slovenska besedila v sicer latinskem stiškem kodeksu so štiri povsem različna besedila, vse pa druži verski, pastoralni namen zapisovalca, ki je poleg latinskih pridig hotel imeti v rokah tudi slovenske molitve in pesmi, ker so te imele svoj skromen delež v sicer latinskem bogoslužju srednjega veka. Zaradi srednjeveških navodil duhovnikom, naj učijo vernike tudi glasnega sodelovanja pri skupnih opravilih v cerkvi, so si zlasti tisti duhovniki, ki niso bili domačini, zapisovali besedila, ki naj bi jih sicer vsi znali na pamet. To velja tudi za avtorja slovenskih zapiskov v Stični.

## Prečrkovanje in prevod besedil
Milost ino gnada
Myloſt ino gnada naſiga goſpody

pomocz dewycze roſſe matre maie

prichod ſwetega ducha

Troſt wſſech ſwetnykow

Obchranyenye ſwetega kryſſe

Ta racz ſmenv yno ſwamy byti

Milost in usmiljenje našega Gospoda,

pomoč Device rože matere Marije,

prihod Svetega duha,

tolažba vseh svetnikov,

varstvo svetega križa:

to naj z menoj in z vami bo.

Češčena bodi

Czeſtyena body / kralewa mati te myloſti

zywota ſladkoſti / yno naſſ troſt

Czeſtyena ſy / my ktebe vpyeme

tuge ſabne otroczy / te ewe

My ktebe zdvchvgeme / glagogicze

yno placzecz / te dolynye tech ſlſſ

Obto ty naſſe / odwetnycze / ty knam

obrny / ty myloſtywe oczzy

Ino Jeſſyſſe ſegnanega ſasv twega

teleſſa / ty nam prykaſſy / potom

tvyſtv / O czeſtyta omyloſtywa

o ſladka maty marya

Češčena bodi, kraljeva mati milostna,

življenja sladkosti, in naša tolažba.

Češćena si; k tebi kličemo mi,

tuje zabne otroci Evini;

k tebi vzdihujemo, tožeč

in jokajoč iz doline solz.

Zato, ti naša odvetnica, ti k nam

obrni svoje milostne oči,

in Jezusa, blagoslovljeni sad svojega

telesa, ti nam prikaži, zatem

to isto. O častita, o milostiva,

o sladka mati Marija.

Naš Gospud

Nas goſpud ye od ſmerti ſtwal / od nega

britttke martre / nam nam ÿe ſe ve ſe

liti / onam chocztſche troſti biti kyre on

Naš Gospod je od smrti vstal,

od svoje bridke muke;

nam se je veseliti,

on nam hoče v tolažbo biti.

Jaz se odpovem

Odpovem se hudiču in njegovim delom

in vsej njegovi nečimrnosti in se izpovem

in krivega spoznam našemu Gospodu itd.

Krivega se spoznam, ker sem to prelomil,

kar sem obljubil, ko sem krst prejel,

ker sem se od Boga obrnil in od njegovih zapovedi,

ker sem Boga zatajil s svojimi slabimi deli

in sem se voljno udal oblasti hudiča,

ki sem se mu odpovedal,

ko sem krst prejel. Temu sem doslej

s svojimi grehi služil prostovoljno. – Tega je itd.

Krivega se spoznam, ker sem božje hrame

poredkoma obiskoval; kadar sem tja prišel, sem

z malo pobožnostjo, z brodko revo svojega srca tam bil;

kar sem tam slišal pridigovati o Bogu, o sveti Mariji,

o drugih svetnikih in svojih grehih,

sem preziral in nič nisem svojega življenja

po tem popravil. – Tega itn.

Krivega se spoznam, ker svetih nedelj, svete

sobote večerov, drugih svetih dni in večerov

nisem nikoli tako praznoval in častil,

četudi bi to po pravem moral storiti. Svetega

posta, svetih kvater, drugih postnih dni svoje pokore

nisem tako čisto opravil, kakor bi bil to dolžen. – Tega...

Krivega se spoznam, ker desetine od svoje perutnine

in svoje setve in svoje živinice

nikoli nisem tako zvesto dajal,

kakor bi bil to po pravem moral storiti. – Tega itd.

Krivega se spoznam, ker svojega očeta, svoje matere,

svoje gosposke, svojega župnika, svojega duhovnega očeta,

svojega pridigarja nisem nikoli tako častil in jim pokoren

bil, kakor bi po pravem dolžen bil. – Tega itd.

Svojega bližnjega nisem nikoli tako rad imel

in mu tako zvest bil kakor sam sebi. –

Tega mi je itd.

Krivega se spoznam, da kar sem Bogú, sveti Mariji,

drugim svetnikom obljubil, nisem trdno držal,

niti nisem tistega izvršil. Kar je bilo slabi

in kdor je slab delal, ta mi je bil ljub;

kateri je dobroto delal, temu sem bil sovražen. – Tega itd.

Krivega se spoznam, ker sem grešil z vso to grdobijo,

ki se z njo človek more ogrditi in napraviti mrzkega

Bogu in njegovim svetnikom.

S tem sem često in pogosto svoje telo in svojo dušo ogrdil.

– Te(ga) itd.

Krivega se spoznam krive prisege, krivega pričevanja,

netrdnih obljub in hudega jezika. – Tega itd.

Krivega se spoznam vseh grehov, ki jih človek

lahko zagreši nasproti vsem ljudem z mislijo,

z besedo in z dejanjem,

in prosim Boga vsemogočnega,

da mi dá dalje živeti.

Prosim Devico Marijo, vse božje svetnike in svetnice,

da mi izvolite prositi našega Gospoda,

da bi mi izvolil dati odpusteg vseh mojih grehov

in me izvoli naprej grehov obvarovati

in mi izvoli po tem življenju večno žitje dati.

In jaz obljubim, za naprej se grehov obvarovati,

kakor se bom najbolje mogel,

in jaz odpustim vsem tistim, ki so

malo ali veliko z besedo ali dejanjem prizadeli moje ime.

Da tudi meni naš Gospod odpusti moje grehe,

prosim vas izpovednika na božjem mesti, itd.

## Milost ino gnada
Za to besedilo se uporabljajo različna imena, in sicer predpridižni prošnji klic/molitev pred pridigo/priziv Svetega Duha in Marije/invokacija pred pridigo. Skupaj z verniki je pridigar v tej kratki pesmici prosil zase in za poslušalce pomoč Svetega Duha, Kristusa, Marije in svetnikov. Invokacija pred pridigo je standardna prošnja za milost in upanje.

## Češčena bodi
Češčena bodi je prvi slovenski prevod latinske marijanske pesmi iz 11./12. stoletja Salve Regina, ki spada med antifone, s katerim so redno sklepali dnevno liturgično molitev v meniškem koru. To je bila srednjeveška cerkvena pesem, ki so jo v liturgiji praviloma peli duhovniki. Slovenski prevod prav v tem rokopisu opozarja, da so stiški menihi že zelo zgodaj k sicer latinskim molitvam uspeli pritegniti tudi slovenske vernike. Ker je besedilo zapisano na koncu pridig, lahko sklepamo, da so jo v Stični molili (peli) z drugimi molitvami po pridigi.

## Naš Gospud
V koledarju, kjer so zapisane nedelje, je zapisovalec ob vsaki nedelji zapisal ime latinske pesmi, s katero se tisto nedeljo prične maša. Ob velikonočni nedelji pa je v slovenskem jeziku zapisal enokitični velikonočni kirielejson Naš Gospud. Pesem je v visokem srednjem veku latinščine neukim Slovencem približala vsebino velikonočnega dogajanja. Nad besedilom pesmi je nadnapis Kryst ist herstonden, saj je slovenska pesem prevod te nemške pesmi. Slovenska in nemška pesem sta se peli kot del dramske uprizoritve odlomka iz Svetega pisma, ki govori o Jezusovem praznem grobu.

## Jaz se odpovem
Med besedili Stiškega rokopisa je najbolj obširna splošna spoved (confessio generalis), ki je podobna spovedi iz brižinskih spomenikov. Sodi v skupino podobnih cerkvenih besedil, ki naštevajo vse vrste grehov, čeprav jih človek, ki besedilo govori, ni vseh storil. Stiška splošna spoved je priredba po nemški predlogi. V kodeksu je zapisana dvakrat – celotni zapis obsega 62 vrstic (Spoved II), delni pa le 34 vrstic (Spoved I). Pisec ga ni dokončal, ker se je večkrat zmotil, zato je opustil popravljanje, zapisal, da gre za napačno verzijo in jo tudi rahlo prečrtal. Obe imata pred slovenskim zapisom latinsko napoved (“Hoc est vna g(e)n(e)ralis c(on)fessio etc.”) in sta bili zapisani z isto roko.
Stiška splošna spoved je bila tako kot v prvem in tretjem brižinskem spomeniku namenjena skupni molitvi po pridigi: tedaj še zelo neuki verniki so za duhovnikom (ali z njim) ponavljali svojo odpoved hudemu duhu, tj. hudiču, in vseh grešnim dejanjem. Stiška spoved je v razliko od obeh brižinskih besedil, ki so jih za duhovnikom ponavljali verniki, sestavljena tako, da jo je verjetno bral duhovnik sam, za vsakim odstavkom, ki se začenja z besedami „Jaz se dolžan dam“ (v prevodu „Krivega se spoznam“), pa so verniki skupaj molili kratko kesanje. Slednjega pisec rokopisa ni nikjer zapisal v celoti, ampak samo z začetnimi besedami „Tega je meni...“
Uvodni odstavek je odpoved hudiču in vsem njegovim delom, nato sledi deset odstavkov – skupin grehov. Prvi omenja krst, ko se je kristjan odpovedal hudiču, z grehi, zlasti z zatajitvijo Boga, pa je to odpoved prelomil. V drugem se kesa, da ni bil zvest glede udeležbe pri božji službi, bil pri njej premalo zbran, po poslušanju pridige pa se je premalo poboljšal. V tretjem so našteti grehi zoper nedeljski počitek, ki je veljal tudi za zapovedane praznike, začel pa se je že prejšnji večer. V četrtem se obtožuje, da ni pravilno oddajal desetine. V petem se obtožuje grehov zoper starše, predstojnike, duhovnike in pridigarje. Šesti ima za vsebino prekršitev zapovedi ljubezni do bližnjega. V sedmem se vernik obtožuje, da ni izpolnil obljub, ki jih je dal Bogu, Mariji in svetnikom, ljudem pa je vračal dobro s hudim. Osmi odstavek omenja „grde“ grehe, s katerimi si je omadeževal telo in dušo. V devetem odstavku se obtožuje krive prisege in laži. Deseti povzema splošne grehe v mislih, besedah in stvareh (dejanjih) in prehaja v sklepno prošnjo Bogu, Mariji, svetnikom in svetnicam, naj grešniku izprosijo odpuščanje in trdnost v dobrem, hkrati z obljubo, da ne bo več grešil. Sledi še trden sklep, da se bo grehov kar najbolj varoval in tudi sam odpuščal drugim.
Stiška splošna spoved je obrazec, ki je samostojna priredba po predlogi iz družine tistih spovednih obrazcev, ki so nastali iz formule Honorija Avgustodunskega. Predloga je nastala že v 13. ali morda v 14. stoletju. Splošna spoved je napisana v dolenjskem narečju.